# 德劳河畔施皮塔尔县
德劳河畔施皮塔尔县（德語：Bezirk Spittal an der Drau）是奧地利克恩頓州的一個縣，位於該州的西北部。面積2,763.99平方公里，是奧地利面積第二大的縣。2001年人口81,719人。縣治德劳河畔施皮塔尔。
下分33個市镇，其中3个城市，10集镇，20个普通市镇。